# 日比共同製錬
日比共同製錬株式会社（ひびきょうどうせいれん）は、非鉄金属メーカー3社によって設立された企業。出資企業である日比製煉（三井金属鉱業の子会社）、日鉄鉱業、古河メタルリソースの銅製錬事業を受託している。

## 事業所
- 本社
  - 東京都品川区大崎1-11-1
- 生産拠点
  - 玉野製錬所 - 岡山県玉野市日比六丁目1番1号、銅・硫酸・硫酸石膏の製造を担当

## 沿革
- 1968年（昭和43年）11月 - 三井金属鉱業・日鉄鉱業・古河鉱業（現在の古河機械金属）の出資により設立。
- 2004年（平成16年）3月1日 - 古河機械金属が日比共同製錬の株式を古河メタルリソースに譲渡。
- 2006年（平成18年）4月1日 - 三井金属鉱業が日比共同製錬の株式をパンパシフィック・カッパーに譲渡。
- 2020年（令和2年）4月12日 - パンパシフィック・カッパーが日比製煉株式会社へ当社の株式を譲渡[2]。